# Кіберпростір
Кіберпро́стір (англ. cyberspace) — інтерактивне інформаційне середовище, яке функціонує за допомогою комп'ютерних систем.
Законодавство України визначає: «Кіберпростір — середовище (віртуальний простір), яке надає можливості для здійснення комунікацій та/або реалізації суспільних відносин, утворене в результаті функціонування сумісних (з'єднаних) комунікаційних систем та забезпечення електронних комунікацій з використанням мережі Інтернет та/або інших глобальних мереж передачі даних».

## Етимологія
Термін кіберпростір є сполученням двох слів «кібер» та «простір». Слово «кібер» походить від грецького κυβερ та означає «над». Згідно з одним з визначень, наданому у великому тлумачному словникові сучасної української мови, під простором розуміють вільний великий обшир; просторінь; територію. Таким чином, буквально кіберпростір — це якась надтериторія. Проте, більш логічно розглядати кіберпростір як скорочення словосполучення «кібернетичний простір», тобто простір, який створений, працює на основі принципів, методів кібернетики.

## Історія
Вперше термін «кіберпростір» було введено у вжиток письменником Вільямом Гібсоном у 1982 р. в новелі «Пекучий Хром» («Burning Chrome»). У 1984 році це поняття було більш детально розкрито у творі «Нейромант» (англ. «Neuromancer»). На думку Гібсона, кіберпростір (cyberspace) — це злагоджена галюцинація, яку щодня зазнають мільярди звичайних операторів у всьому світі. Це логічне представлення відомостей, збережених в пам'яті та на магнітних носіях комп'ютерів всього розумного людства. Потоки даних, що протікають у просторі розуму; скупчення та сузір'я інформації.
У липні 1990 р. Джон Перрі Барлоу разом з Мітчеллом Капором опублікував маніфест «Перетинаючи електронні кордони» (Across the Electronic Frontier), у якому розвинули сутність терміна «кіберпростір», підкресливши його інтерактивну складову.
В іноземних та міжнародних документах поняття «кіберпростір» почало зустрічатися з кінця XX ст. В цьому контексті можна згадати визначення кіберпростору, надане Верховним судом США, — унікальний носій, відомий його користувачам як кіберпростір, що не знаходиться на певній території, але доступний кожному в будь-якій точці світу через Інтернет.
У рекомендації «Про розвиток та використання багатомовності та загальному доступі до кіберпростору», прийнятій на 32-й сесії Генеральної конференції ЮНЕСКО у 2003 р., кіберпростір визначається як віртуальний світ цифрової та електронної комунікації, пов'язаної з глобальною інформаційною інфраструктурою.
У 2013 році групою експертів НАТО було запропоновано визначення кіберпростору як середовища, яке сформовано з фізичних та нефізичних елементів, та характеризується використанням комп'ютерів та електромагнітного спектра для зберігання, зміни та обміну даними з використанням комп'ютерних мереж.

## Ознаки та види
Кіберпростір характеризується трьома основними ознаками:
- це інформаційний простір;
- він є комунікативним середовищем;
- утворюється за допомогою технічних (комп'ютерних) систем.

Кіберпростір можна розглядати як 1) локальне середовище, у випадку функціонування засобу комп'ютерної техніки, який не під'єднано до мережі, та як розосереджене середовище, яке виникає в разі підключення засобу комп'ютерної техніки до 2) локальної або 3) глобальної мережі передачі даних (Інтернет).